# 井上毅
井上毅（1843年2月6日—1895年3月17日），是日本明治時期的一位政治家。

## 早年生活
井上毅出生於肥後國（即現在的熊本縣）的一個武士家庭，父親為飯田家。在他22歲那年，即1866年，他被長岡市的一個大名井上茂三郎領養並改姓。因為井上毅是一個頗有才智的青年，所以他進入了肥後國最有名的地方學習儒家思想，更成為了駐校寄宿生。
明治維新後，井上毅到日本法務省工作，並被派到德國和法國留學。回國後，他成了大久保利通的門徒，並伴隨他到北京和清朝在牡丹社事件方面談判。在大久保利通遇刺後，他跟從伊藤博文和岩倉具視工作，並成了元老院的一員。

## 官僚生活
在1875年，井上毅利用他在歐洲的所見所聞和外語能力，以及岩倉具視的支持，從普魯士和比利時兩國的憲法中抽取精華，並翻譯成《帝國憲法》這巨作。岩倉具視更鼓勵他幫忙起草新日本憲法。他又參與皇室典範及教育敕語的制定工作。
在1877年至1888年間，他進入了內閣，地位不斷攀升。
井上毅於1890年成了樞密院的一分子，並在1893年至1895年期間任職文部科學大臣。在1895年，他被封為華族和子爵。